# Hypseleotris cyprinoides
Hypseleotris cyprinoides е вид лъчеперка от семейство Eleotridae.

## Разпространение
Видът е разпространен в Индонезия, Коморски острови, Мадагаскар, Нова Каледония, Палау, Папуа Нова Гвинея, Реюнион, Самоа, Сингапур, Фиджи, Филипини, Южна Африка и Япония.